# Aydoilles
Aydoilles ist eine französische Gemeinde mit 1007 Einwohnern (Stand 1. Januar 2022) im Département Vosges in Grand Est. Sie gehört zum Arrondissement Épinal und zum Gemeindeverband Agglomération d’Épinal.

## Geografie

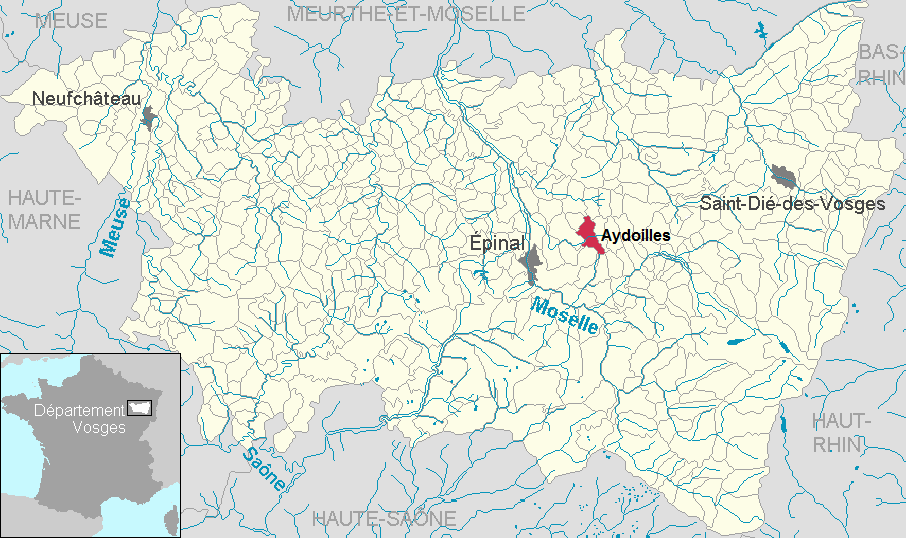
Lage der Gemeinde Aydoilles im Département Vosges

Die Gemeinde Aydoilles liegt etwa acht Kilometer nordöstlich von Épinal, der Hauptstadt (Präfektur) des Départements Vosges.
Das zehn Quadratkilometer große Gemeindegebiet von Aydoilles erstreckt sich am Rande eines weit nach Südwesten ausgreifenden Ausläufers der Vogesen. Durch die weitläufige Siedlung fließt der Ruisseau des Bolottes, ein Nebenfluss des Saint-Oger, der zur Mosel entwässert. Die Bäche im Norden des Gemeindegebietes (Ruisseau de Lambiéval, Ruisseau de Prays) fließen über den Durbion zur Mosel ab. Die höchste Erhebung liegt mit 491 Metern über dem Meer im stark bewaldeten Süden der Gemeinde (Forêt Communale d’Aydoilles als Teil des großen Forêt d’Épinal). Auch im Norden gibt es größere Forstgebiete (La Quillonhaye).
Zu Aydoilles gehören die Weiler und Höfe Les Bolottes, L’Étang Bataille, Le Rond Cheine, Le Neuf Moulin und La Croix.
Nachbargemeinden von Aydoilles sind Dompierre im Norden, Fontenay im Osten, Le Roulier im Südosten, Charmois-devant-Bruyères im Süden, La Baffe und Épinal im Südwesten, Deyvillers und Longchamp im Westen sowie Vaudéville und Sercœur im Nordwesten.

## Geschichte
Der Ort Aydoilles wurde bereits im 12. Jahrhundert als Aidella urkundlich erwähnt. Die Siedlung lag bis 1710 in der Abteilung Bruyères der Vogesen-Vogtei. Die Kirche St. Georg gehörte zum Dekanat Épinal innerhalb des Bistums Toul, später zur Diözese Saint-Dié.
1793 war Aydoilles noch Teil des Kantons Girecourt, kam 1801 zum Kanton Bruyères.
Von 1793 bis 1801 gab es die Schreibweise Aydoiles.
Von 2005 bis 2011 war Aydoilles Mitgliedsgemeinde des Gemeindeverbandes Est-Épinal Développement.

### Bevölkerungsentwicklung
| Jahr                       | 1962 | 1968 | 1975 | 1982 | 1990 | 1999 | 2006 | 2013 | 2021 |
| Einwohner                  | 432  | 492  | 542  | 781  | 1004 | 1065 | 1061 | 1075 | 995  |
| Quellen: Cassini und INSEE |      |      |      |      |      |      |      |      |      |

## Sehenswürdigkeiten
- Kirche St. Georg (Église Saint-Georges) aus dem 15. Jahrhundert, im Jahr 1836 rekonstruiert, 1978 mit seiner Orgel aus Bruyères ausgestattet.

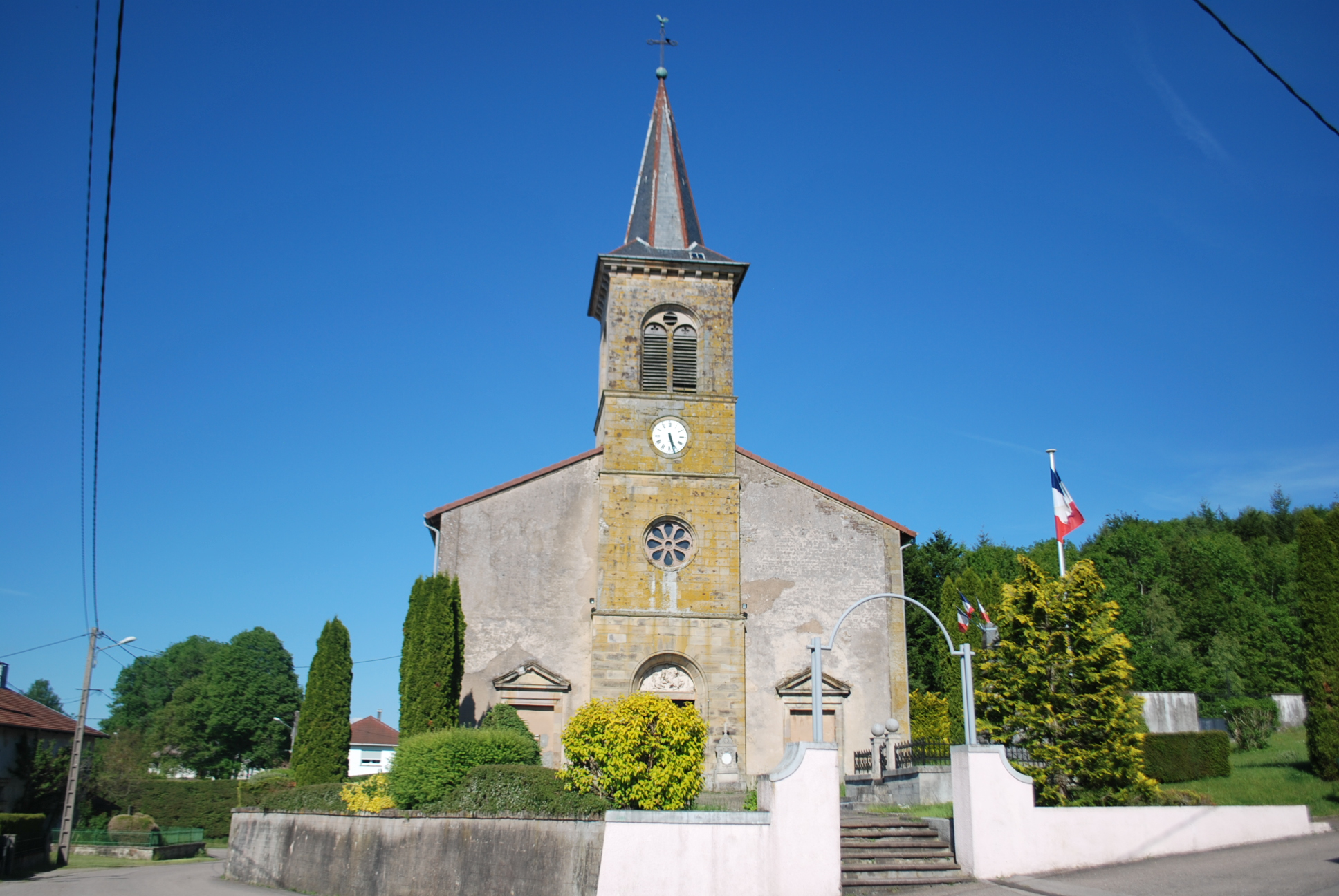
Kirche St. Georg in Aydoilles

## Wirtschaft und Infrastruktur
In Aydoilles gibt es kleinere Handels- und Dienstleistungsunternehmen sowie einen großen Intermarché-Supermarkt. Daneben pendeln viele Bewohner in die nahegelegene Industriestadt Épinal. In Aydoilles sind zehn Landwirtschaftsbetriebe ansässig (Obstbau, Saatgutvermehrung, Rinderzucht, Schaf- und Ziegenhaltung), dazu kommen vier Forstbetriebe.
Durch die Gemeinde Aydoilles führt die Fernstraße von Épinal nach Saint-Dié-des-Vosges (D 420 bzw. ehemalige RN 420). Weitere Straßen verbinden Aydoilles mit Cheniménil, Vaudéville und Méménil. Bahnanschlüsse bestehen im nahen Verkehrsknoten Épinal.

## Belege
1. ↑   Aydoilles auf vosges-archives.com (Memento vom 4. März 2016 im Internet Archive) (PDF-Datei, französisch; 56 kB)
2. ↑  Ortsname auf cassini.ehess.fr
3. ↑  Landwirtschaftsbetriebe auf annuaire-mairie.fr (französisch)
4. ↑  Forstbetriebe auf annuaire-mairie.fr (französisch)